# فرانسيسكو سيرب
فرانسيسكو سيرب (مواليد 19 أبريل 1930) هو مبارز بالسيف أرجنتيني، مثّل بلاده في الألعاب الأولمبية الصيفية 1964.

## روابط خارجية
فرانسيسكو سيرب على موقع أوليمبيديا (الإنجليزية)